# Мюррей, Джордж (генерал)
Сэр Джордж Мюррей (англ. George Murray; 6 февраля 1772, Крифф — 28 июля 1846, Вестминстер, Большой Лондон) — британский военный и государственный деятель, активный участник Наполеоновских войн, министр по военным и колониальным делам (1828—1830).

## Ранняя жизнь и образование
Мюррей родился в Перте, Шотландия, и был вторым сыном сэра Уильяма Мюррея из Охтертайра, 5-го баронета. Он получил образование в Королевской средней школе в Эдинбурге и впоследствии поступил в Эдинбургский университет. Его матерью была леди Августа Маккензи, младшая дочь якобита Джорджа, 3-го графа Кромарти. Его старшим братом был сэр Патрик Мюррей, шестой баронет.

## Военная карьера
В 1789 году Мюррей поступил в 71-й пехотный полк, достиг звания капитана в 1794 году и проходил службу во Фландрии (1794-95), в Вест-Индии, Англии и Ирландии. В 1799 году он получил звание подполковника, поступил в отдел генерал-квартирмейстера и заработал себе хорошую репутацию в качестве генерал-квартирмейстера (1808—1811 гг.) Во время войны на полуострове при герцоге Веллингтоне и получил повышение до полковника в 1809 году. После непродолжительного пребывания в должности генерал-квартирмейстера в Ирландии, Мюррей вернулся в кампанию на полуострове в качестве генерал-майора (1813—1814 гг.) и получил орден Бани в 1813 году. Во время войны на полуострове он присутствовал на церемонии сражения при Ла-Корунья, Талавера, Бусако, Фуэнтес-де-Оньоро, Виттория, Нивель, Ниве, Ортезе и Тулузе. Его Золотая медаль полуострова имела шесть застежек — только герцог Веллингтон был удостоен медалью с девятью застежками, тогда как у сэра Денниса Пака и лорда Бересфорда было по семь застежек на медали.
Он не продолжительное время пребывал в Канаде с декабря 1814 по май 1815 года в качестве временного вице-губернатором Верхней Канады. На своем посту он обеспечивал оборону страны. Он быстро вернулся в Европу после побега Наполеона с Эльбы, но прибыл слишком поздно, чтобы принять участие в битве при Ватерлоо.
В 1816 году был награждён большим крестом Королевского Гвельфского ордена.
После прекращения военных действий, Мюррей получил назначение во Францию в качестве начальника штаба оккупационной армии. Впоследствии в 1819 он был назначен губернатором в Королевский военный колледже, находящийся в Сандхёрсте. В 1820 году он был удостоен почетной степени в университете Оксфорда и был избран членом Лондонского королевского общества в 1824 году. Впоследствии он был назначен генерал-лейтенантом артиллерийского вооружения, а затем главнокомандующим Ирландии. В 1828 году он ушел в отставку и стал секретарем колонии. Позже он был главнокомандующим артиллерийских вооружений с 1834 по 1835 год, а в дальнейшем вновь занимал эту должность с 1841 по 1846 год.

## Политическая карьера
Мюррей был тори, а позже консерватором в политике. Он был членом парламента от Пертшира с 1824 по 1832 год и с 1834 года до выхода на пенсию в 1835 году. С 1828 по 1830 год он занимал пост министра по военным и колониальным делам.

## Общественная деятельность
Мюррей был также президентом Королевского географического общества (1833—1835 гг.) и губернатором Эдинбургского замка. 7 сентября 1829 года он был назначен губернатором форта Джордж.

## Личная жизнь
Мюррей был женат на леди Луизе Эрскин (урожденная Пэджет) (1777—1842), вдове генерал-лейтенанта сэра Джеймса Эрскина (1772—1825) и сестре его коллеги-генерала Генри, лорда Англси. У них была одна дочь, Луиза Джорджина. Мюррей умер в июле 1846 года в возрасте 74 лет и был похоронен на кладбище Кенсал Грин в Лондоне. Его обширные документы и карты были переданы Национальной библиотеке Шотландии внучатой племянницей в 1913 году.

## Наследие
В его честь названы Река Мюррей и гора Мюррей в восточной Австралии, а также река Мюррей и округ Мюррей в Западной Австралии. Разлчиные места в Гонконге также названны в его честь: Мюррей дом, один из самых старых сохранившихся общественных зданий в Гонконге, Мюррей здание, Мюррей — роуд. Город Перт, Западная Австралия, был назван в его честь в честь его парламентского избирательного округа Пертшир.